# 葉詩文
葉 詩文（よう しぶん、イェー・シーウェン、Ye Shiwen、1996年3月1日 - ）は、中華人民共和国の水泳選手。種目は個人メドレー。

## 経歴
2008年に国家代表チームに入った。
2010年アジア競技大会の200m個人メドレー、400m個人メドレーで優勝した。
2011年世界水泳選手権の200m個人メドレーで優勝する。
2012年のロンドンオリンピックの400m個人メドレーでは4分28秒43の世界新記録で優勝する。200m個人メドレーでは2分7秒57のオリンピック新記録で優勝した。

## 人物
個人メドレーの中では平泳ぎと自由形を得意としており、バタフライを苦手としている。

## ドーピング疑惑騒ぎ
2012年ロンドンオリンピックの400m個人メドレーで優勝した後、葉にドーピング疑惑騒ぎが起こった。葉の世界記録が2010年に高速水着が禁止されて以来女子では初の世界記録であったことや、このレースの最後の50メートルのタイムが28秒93であり、それが男子400m個人メドレーで優勝したライアン・ロクテの最後の50メートルのタイム29秒10よりも速かったことなど、葉の記録が突出していたため、一部の水泳のコーチからドーピングを疑う声が上がった。
これに対して、同年7月30日にイギリスオリンピック委員会のコリン・モイニハン会長が記者会見を開き「彼女（葉）はWADAのドーピング検査を受けている。彼女はシロだ。それ以上言うことはない。葉詩文の能力は評価に値する」と発言し、疑惑を否定した。